# (5930) Zhiganov
(5930) Zhiganov ist ein Asteroid des Hauptgürtels, der am 2. November 1975 von der sowjetischen Astronomin Tamara Michailowna Smirnowa am Krim-Observatorium in Nautschnyj (IAU-Code 095), etwa 30 km von Simferopol, entdeckt wurde.
Der Asteroid wurde nach dem tatarischen Komponisten und Musiklehrer Nasib Gajasowitsch Schiganow (1911–1988) benannt, der als Begründer einer eigenständigen tatarischen Musik angesehen wird.